# Muzea w województwie podlaskim
 Muzea w województwie podlaskim - spis muzeów, mających siedzibę na terenie województwa podlaskie, podzielony według tematyki ekspozycji.
Wymienione placówki są prowadzone przez jednostki samorządu terytorialnego (województwo, powiat, gmina (miasto)), osoby prawne, kościoły i związki wyznaniowe, szkoły (uczelnie), a także przez osoby prywatne.
| Typ muzeum                                     | Placówki |
| ---------------------------------------------- | --- |
| Muzea archeologiczne i historyczne             | - Muzeum Archeologiczno-Etnograficzne w Surażu - Muzeum Historii Medycyny i Farmacji w Białymstoku - Muzeum Historyczne w Białymstoku (oddział Muzeum Podlaskiego w Białymstoku) - Muzeum Martyrologii w Bielsku Podlaskim |
| Muzea biograficzne                             | - Izba Pamięci ks. Jerzego Popiełuszki w Suchowoli - Muzeum im. Marii Konopnickiej w Suwałkach (oddział Muzeum Okręgowego w Suwałkach) |
| Muzea etnograficzne oraz skanseny              | - Podlaskie Muzeum Kultury Ludowej - Muzeum Małej Ojczyzny w Studziwodach - Skansen Kurpiowski w Nowogrodzie (oddział Muzeum Północno-Mazowieckiego w Łomży) - Skansen w Białowieży - Skansen "Zagroda Stefana" w Nowoberezowie |
| Muzea przyrodnicze, geologiczne i geograficzne | - Jurajski Park Dinozaurów w Jurowcach - Muzeum Przyrodniczo-Leśne Białowieskiego Parku Narodowego w Białowieży - Muzeum Przyrody w Drozdowie - Muzeum Wigier w Starym Folwarku - Uniwersyteckie Centrum Przyrodnicze w Białymstoku |
| Muzea regionalne i miejskie                    | - Grajewska Izba Historyczna w Grajewie - Muzeum i Ośrodek Kultury Białoruskiej w Hajnówce - Muzeum Kultury Materialnej "Baćkauszczyna" w Rybołach - Muzeum Północno-Mazowieckie w Łomży - Muzeum Okręgowe w Suwałkach - Muzeum Podlaskie w Białymstoku - Muzeum Rzeźby Alfonsa Karnego w Białymstoku - Muzeum Kultury Żydowskiej w Tykocinie - Muzeum w Bielsku Podlaskim - Muzeum Regionalne w Lipsku - Muzeum Regionalne w Siemiatyczach - Muzeum w Mielniku - Muzeum Wsi w Narwi - Muzeum Ziemi Augustowskiej w Augustowie - Muzeum Ziemi Sejneńskiej w Sejnach - Muzeum Ziemi Sokólskiej w Sokółce - Nadbużański Park Historyczno-Kulturowy w Drohiczynie |
| Muzea sakralne i religijne                     | - Archiwum i Muzeum Archidiecezjalne w Białymstoku - Muzeum Kapliczek w Surażu - Muzeum Diecezjalne w Drohiczynie - Muzeum Diecezjalne w Łomży |
| Muzea sztuki                                   | - Muzeum Ikon w Supraślu (oddział Muzeum Podlaskiego w Białymstoku) |
| Muzea oraz skanseny techniki                   | - Muzeum Kowalstwa i Ślusarstwa w Hajnówce - Muzeum Motoryzacji i Techniki w Białymstoku - Muzeum Pożarnictwa w Szczuczynie - Muzeum Rolnictwa w Ciechanowcu - Muzeum Sprzętu Rolniczego w Wojewodzinie |
| Muzea wojskowe                                 | - Muzeum 1 Pułku Ułanów Krechowieckich w Augustowie - Muzeum Historii i Tradycji Żołnierzy Suwalszczyzny w Suwałkach - Muzeum Oręża Polskiego w Kiermusach - Muzeum Twierdzy Osowiec w Goniądzu - Muzeum Wojska w Białymstoku |
| Muzea zamkowe i pałacowe                       | - Muzeum Wnętrz Pałacowych w Choroszczy (oddział Muzeum Podlaskiego w Białymstoku) - Zamek w Tykocinie |
| Pozostałe muzea                                | - Muzeum Pacowa Chata w Krypnie Wielkim |